# Ploiarium sessile
Ploiarium sessile är en tvåhjärtbladig växtart som först beskrevs av Rudolph Herman Scheffer, och fick sitt nu gällande namn av Hallier f.. Ploiarium sessile ingår i släktet Ploiarium och familjen Bonnetiaceae. Inga underarter finns listade i Catalogue of Life.